# Khanato Chagatai
Il Khanato Chagatai (mongolo Чагатай улус, Čagataj ulus) è stato un khanato dell'impero mongolo, più tardi turchizzato, che comprendeva le terre governate da Chagatai Khan (alternativa ortografica Čagataj, Djagatai, Chagata, Chugta, Chagta, Jagatai), secondo figlio dell'imperatore mongolo Gengis Khan, e dai suoi discendenti. Inizialmente era considerato parte dell'Impero mongolo, ma in seguito divenne del tutto indipendente.
Il Khanato era composto da quella parte dell'impero mongolo che si estendeva dal fiume Ili (oggi in Kazakistan orientale) passando per la Kashgaria (nel Bacino del Tarim occidentale) e per la Transoxiana (il moderno Uzbekistan); dall'Amu Darya, a sud del lago di Aral, fino ai monti Altaj, ai confini tra l'odierna Cina e la Mongolia.
Il khanato rimase essenzialmente tale dal 1220 fino alla fine del XVII secolo, benché la metà occidentale fosse stata conquistata da Tamerlano intorno al 1360. La metà orientale rimase ai successori di Djagatai che furono a volte alleati e a volte in guerra con i timuridi. Nel XVII secolo infine, il resto del khanato Chagatai cadde sotto il dominio teocratico di Apak Khoja e dei suoi discendenti.

## Storia

### Formazione
L'impero di Gengis Khan, fu ereditato dal suo terzo figlio, Ögödei, designato Gran Khan (o Khagan), che personalmente controllava le terre ad est del lago Balqaš fino alla Mongolia. Toluj, il più giovane, ebbe il nord della Mongolia. Chagatai, il secondo figlio, ricevette la Transoxiana, tra l'Amu darya e il Syr Darya e la regione attorno a Kashgar. Fu lui a scegliere come capitale Almalik (vicino Ghulja nel moderno Xinjiang, regione occidentale della Cina).
Oltre alle questioni di stirpe e di eredità, l'impero mongolo era stato compromesso dalla grande divisione etnica e culturale tra gli stessi Mongoli e i loro sudditi, in maggior parte Turchi musulmani.
Quando Ogodei morì prima di coronare il suo sogno di conquistare tutta la Cina, ci fu un instabile periodo di transizione del figlio Gujuk (1241), sotto il controllo di Turakina (Туракина), moglie di Ogodei, che aveva assunto la reggenza per i cinque anni successivi alla morte del marito. La transizione doveva essere ratificata in un kurultaj, che era stato debitamente celebrato, ma senza la presenza di Batu Khan dell'Orda d'Oro. Dopo la morte di Gujuk, Batu inviò il fratello Berke, che tramò con Sorhagtani Bėhi, la vedova di Toluj, e, nel successivo kurultaj (1253), la linea di successione passò a Munke, figlio di Sorhagtani e Toluj, che si era espresso in favore del cristianesimo nestoriano. I dominii di Ogodei furono smembrati e solo quelli fra i suoi successori che non si opposero ricevettero feudi minori.

### Il khanato dopo Chagatai
Čagataj morì nel 1242, poco dopo suo fratello Ögödei. Nei circa venti anni che seguirono, il khanato dipese dal governo centrale mongolo che nominò e depose governatori a suo piacimento. Le città della Transoxiana che si trovavano all'interno del khanato erano amministrate da ufficiali che rispondevano direttamente al Gran Khan.
Questo stato di sottomissione al governo centrale terminò durante il regno di Algu (1260-1266), nipote di Čagataj, che approfittò della guerra civile tra Kublai e Arigbôh impadronendosi di nuovi territori ed ottenendo la fedeltà delle autorità inviate dal Gran Khan in Transoxiana.
Il successore di Algu, Barak Khan (1266-1271), che cacciò il governatore di Khublai khan nel Turkestan orientale, entrò presto in conflitto con Kaidu (nipote di Ogedei), che aveva ottenuto l'appoggio dell'Orda d'Oro e aveva assalito i successori di Chagatai.
Baraq fu presto confinato nella Transoxiana e costretto a diventare suddito di Kaidu; allo stesso tempo fu in disaccordo con Abaqa (il secondo Ilkhan di Persia). Baraq attaccò per primo ma fu sconfitto dall'esercito dell'Ilkhanato e costretto a ritornare in Transoxiana dove morì poco dopo.
Diversi successivi Khān chagatai furono nominati da Kaidu, che mantenne la sua autorità sul khanato fino alla morte. Egli trovò finalmente un khan adatto in Duwa (1282-1307), figlio di Baraq, che aveva partecipato alle sue guerre con Kublai Khān e i suoi successori della dinastia Yuan. I due capi furono attivi anche contro l'Ilkhanato. Dopo la morte di Kaidu, nel primo decennio del XIII secolo, Duwa si liberò dell'alleanza con i suoi successori, fece la pace con la dinastia Yuan e rese omaggio alla corte Yuan; al momento della sua morte il khanato Chagatai era potenzialmente indipendente.

### Fine del dominio Chagatai in Transoxiana
Duwa lasciò diversi figli e molti di essi divennero khan. Tra di essi vi erano Kebek (khan nel 1309 e dal 1318 al 1326) che introdusse una standardizzazione del conio e scelse Qarshi come capitale, e Tarmashirin, che governò dal 1331 al 1334, si convertì all'Islam e attaccò il sultanato di Delhi in India. Il centro del khanato si spostava verso le regioni occidentali. Tarmashirin subì la ribellione delle province orientali e negli anni seguenti il khanato divenne sempre più instabile. Nel 1346, il capo tribale Amir Qazaghan uccise il Khān chagatai Qazan durante una rivolta.
La morte di Qazan segnò la fine effettiva del governo chagatai sulla Transoxiana. L'amministrazione della regione cadde nelle mani delle tribù locali (che erano per lo più turchi o turco-mongoli) più o meno alleati fra di loro. Allo scopo di legittimare la loro autorità, mantennero un membro della dinastia di Gengis Khan sul trono, il cui ruolo però era solo di fantoccio. Servendosi della disgregazione, Žanibeg, khan dell'Orda d'Oro sostenne il dominio zùči (Jochi) sul khanato Chagatai, tentando di riunire i tre khanati dell'Impero mongolo. Tuttavia, i successori di Zùči persero l'Azerbaigian in favore degli Gialairidi e i Chagatai cacciarono i funzionari di Žanibeg dopo la sua morte nel 1357.
L'unico serio tentativo di ristabilire il dominio chagatai in Transoxiana venne da Tughluq Timur che invase la regione due volte e tentò di neutralizzare il potere delle tribù. Comunque non ebbe successo e morì poco dopo. Quando il suo esercito lasciò la regione, il controllo della Transoxiana fu conteso da due capi tribali, Amir Husayn (nipote di Qazaghan) e Tamerlano (Amīr Tīmūr). Fu quest'ultimo infine a sconfiggere Amir Husayn e a prendere il controllo della Transoxiana (1369-1405).
Come i suoi predecessori, Tīmūr mantenne un Khān fantoccio sul trono per legittimare il suo ruolo, i Khān erano comunque della stirpe di Ögödei e non discendenti di Chagatai. Per più di tre decenni, Tīmūr utilizzò le terre chagatai come base per estendere le sue conquista. Conquistò Herat in Afghanistan, Shiraz in Persia, Baghdad in Iraq, e Damasco in Siria. Dopo aver sconfitto l'impero ottomano ad Angora il 28 luglio 1402, Tamerlano morì nel 1405 mentre marciava verso la Cina. Dopo la sua morte, viene riportato che anche i suoi successori, i Timuridi, si siano serviti di "Khān fantoccio" fino alla metà del XV secolo. Ciononostante l'eredità chagatai si perpetuava: le truppe di Timur venivano chiamate "Chagatai", e la lingua letteraria usata dai Timuridi e dai vicini Moghul ad est era chiamata lingua chagatai.

### Il dominio Chagatai continua nel Turkestan orientale
Sorse, a partire dalla metà del XIV secolo, nella regione del fiume Ili un nuovo khanato sotto forma di confederazione tribale nomade, guidata da un membro della famiglia chagatai. Fu perciò considerata la continuazione del khanato Chagatai, ma viene indicata anche come khanato moghul (Moghulistan), dato che i componenti erano ritenuti essere dei puri "Moghul" (Mongoli), in contrasto con la prevalenza di Turchi e Turco-mongoli della Transoxiana.
Le regioni orientali del khanato Chagatai agli inizi del XIV secolo era popolato da un certo numero di tribù nomadi mongole. Tali tribù si risentirono della conversione di Tarmashirin all'Islam e dello spostamento del khan nelle aree stanziali della Transoxiana; furono loro responsabili delle rivolte che terminarono nella morte di Tarmashirin. Uno dei Khān che succdette a Tarmashirin, Changshi Khan, favorì la parte orientale e fu anti-islamico.
A partire dal 1340, una serie effimera di Khān lottò per detenere il potere nella Transoxiana, poca attenzione venne dimostrata dai chagatai verso le regioni dell'est. Di conseguenza, le tribù orientali erano potenzialmente indipendenti. La più influente delle tribù, i Dughlat, controllavano vasti territori nel Moghulistan e l'ovest del bacino del Tarim. Nel 1347 i Dughlat decisero di designare un loro Khān e misero sul trono il chagatai Tughluq Timur.

#### Tughlugh Tīmūr

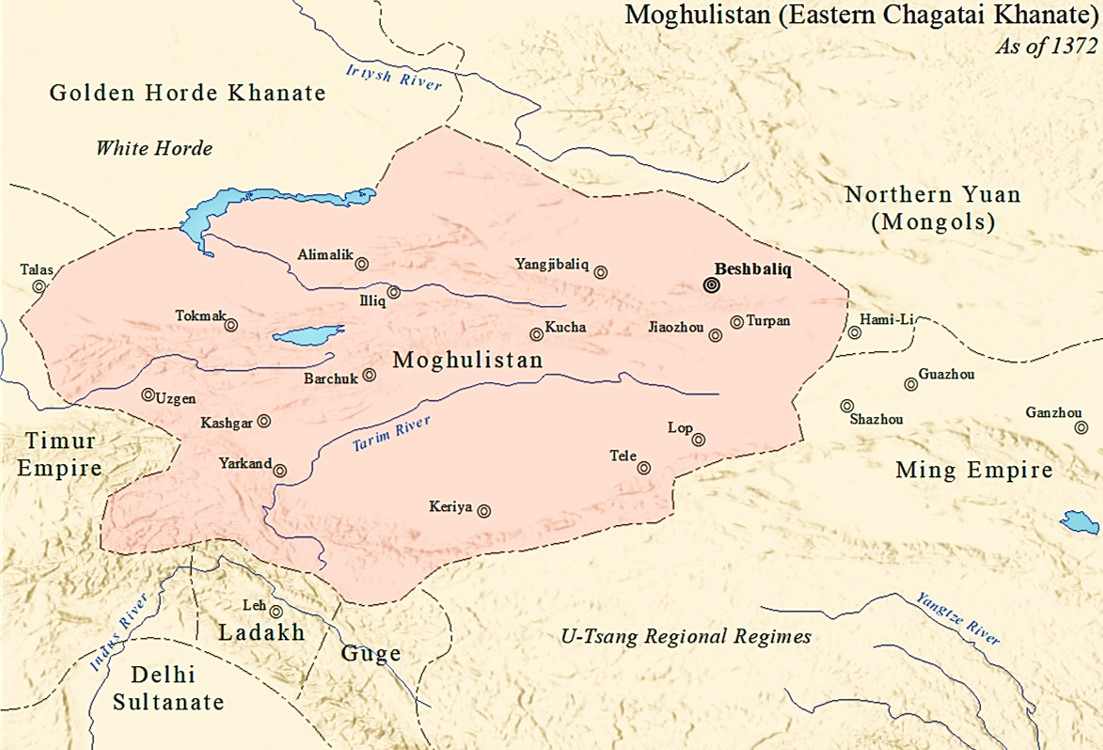
Il Moghulistan nel 1372

Tughlugh Tīmūr (1347/1363) fu quindi messo a capo della confederazione tribale che governava il bacino del Tarim e le steppe dei territori del Moghulistan (che aveva preso il suo nome dai Moghul). Il suo regno fu contemporaneo alla serie di khan-fantocci che governavano nella Transoxiana, ciò significava che c'erano ora due khanati guidati dai chagatai: uno all'ovest, con il suo centro nella Transoxiana, ed uno ad est, nel Moghulistan. Diversamente dai khan ad ovest, comunque, Tughlugh Timur fu un potente sovrano che si convertì all'Islam (1354) e cercò di limitare il potere dei dughlat. Nel 1360 si avvantaggiò del crollo della successione nella Transoxiana e della sua legittimità nella discendenza da Chagatai Khan per invadere la regione e prenderne il controllo, riunendo quindi temporaneamente i due khanati. Nonostante una seconda invasione nel 1361 e la nomina di suo figlio Ilyas Khoja a governatore della Transoxiana, Tughlugh Tīmūr non fu comunque in grado di mantenere una solida influenza sulla regione e i Moghul furono definitivamente scacciati da Amir Husayn e da Tamerlano, che poi si scontrarono tra di loro per il controllo della Transoxiana.
Il governo chagatai nel Moghulistan fu temporaneamente interrotto da Qamar ud-Din, un emiro dughlat, che probabilmente uccise Ilyās Khoja e vari altri chagatai. I Moghul che rimasero sottomessi a lui furono costantemente in guerra con Tamerlano, che invase il Moghulistan diverse volte ma non fu in grado di costringere la popolazione a sottomettersi. Una restaurazione chagatai avvenne intorno al 1380, ma i Dughlat mantennero una posizione importante all'interno del khanato; nei successivi quarant'anni insediarono vari Khān da loro stessi scelti.
Questo ciclo terminò con Uvais Khan (1418-1428), un devoto musulmano che fu spesso in guerra con gli oirati (mongoli occidentali) che vagavano nell'area del lago Balkash. Egli fu solitamente sconfitto e persino catturato due volte dall'oirato Ėsėn tajš, ma fu in grado di assicurare il suo rilascio ambedue le volte. A Uvais Khān successe Esen Buqa II (1428-1462), che fece spesso delle incursioni all'ovest dell'impero timuride. Nel suo tardo regno fu contestato dal fratello Yunus Khan (1462-1487), che fu innalzato al ruolo di Khān dai Timuridi nel tentativo di contrastare Esen Buqa. Yūnus Khān sconfisse gli Uzbeki e mantenne buone relazioni con i kazaki e i timuridi, ma l'ovest del bacino del Tarim fu perduto per una rivolta dei dughlat. Nel 1484 sottrasse Tashkent ai timuridi impadronendosi della città.
Durante il XV secolo i Khān moghul divennero sempre più turchi. Si accenna persino che Yūnus Khān avesse l'aspetto di un tagiko piuttosto che quello di un mongolo. Questa "turchizzazione" non fu però su così vasta scala da estendersi anche fra la popolazione moghul, che fu anche più lenta nella sua conversione all'Islam dei Khān e degli Emiri (benché verso la metà del XV secolo i Moghul fossero considerati in larga parte musulmani). I khan avevano anche adottato la Shari'a islamica.

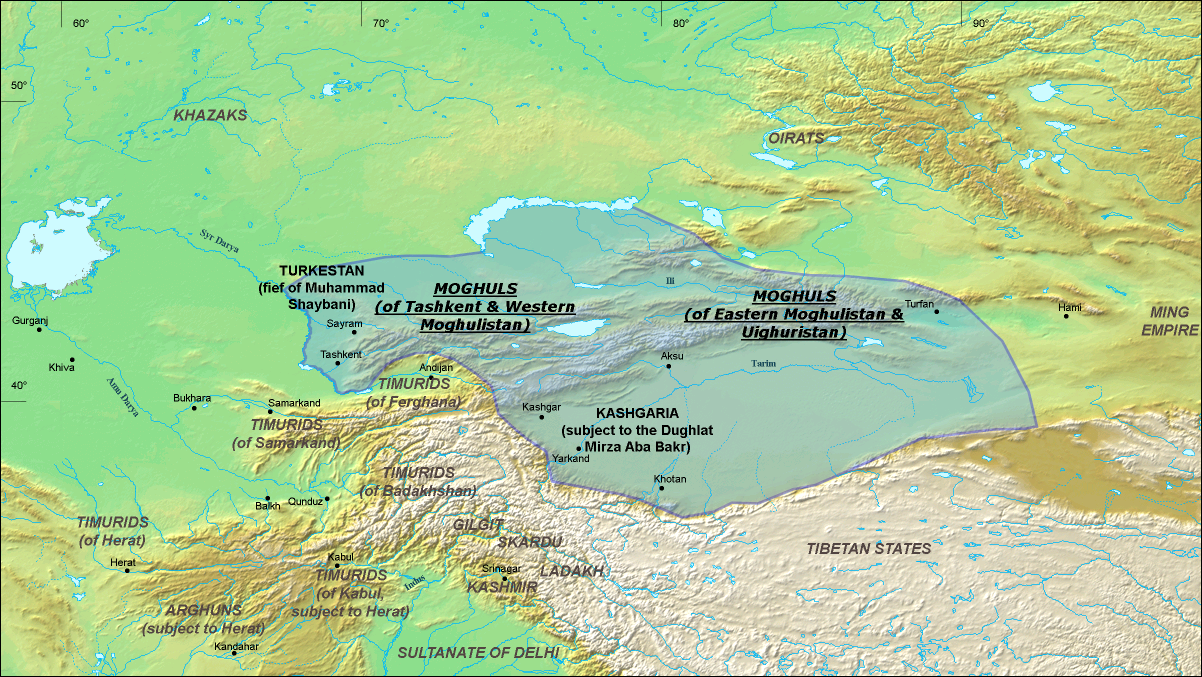
Territori del khanato Chagatai (Moghul) nel 1490

Dopo la morte di Yūnus Khān, i territori furono divisi fra i suoi figli. Ahmad Alaq (1487-1503), che prese il Moghulistan orientale e il Turkestan orientale, combatté una serie di vittoriose guerre contro gli oirati, fece delle incursioni nei territori cinesi e tentò di impadronirsi del bacino del Tarim sottraendolo ai dughlat, benché alla fine non ebbe successo. Nel 1503 si mosse a occidente per aiutare suo fratello Maḥmūd Khān (1487-1508), governatore di Tashkent e del Moghulistan occidentale, contro gli uzbeki di Muhammad Shaybani. I fratelli furono sconfitti e catturati; furono poi rilasciati ma Tashkent rimase in possesso degli uzbeki. Aḥmad Khān morì poco dopo e gli succedette suo figlio Manṣūr Khān (1503-1545), che conquistò Hami, un possedimento cinese, nel 1513. Maḥmūd Khān impiegò diversi anni tentando di recuperare la sua autorità nel Moghulistan; alla fine si arrese e si sottomise a Muḥammad Shaybānī, che lo fece giustiziare.
Il fratello di Manṣūr Khān Sulṭān Saʿīd Khān (1514-1533) strappò il bacino del Tarim occidentale ai dughlat nel 1514 e si installò a Kashgar. Da allora in poi il khanato moghul fu per sempre diviso, sebbene Sultan Said Khan fosse, di nome, suddito di Manṣūr Khān a Turfan. Dopo la morte di Sulṭān Saʿīd Khān, gli successe Abdurashid Khan (1533-1565), che iniziò il suo regno giustiziando un membro della famiglia Dughlat. Un nipote dell'emiro morto, Mirza Muhammad Haidar Dughlat, fuggì verso l'impero Moghul in India e infine conquistò il Kashmir, dove scrisse una storia dei moghul (chagatai). Abdurashid Khan combatté anche per il controllo del Moghulistan contro i kirghisi e i kazaki, ma il Moghulistan fu alla fine perduto; da allora in poi i moghul furono in gran parte limitati nel possesso del bacino del Tarim.

### Fine del dominio Chagatai
Nel tardo XVI secolo e primo XVII, il khanato moghul di Kashgar subì un periodo di decentralizzazione, con numerosi sub-khanati che si dipartivano dal centro di Kashgar: Yarkand, Aksu e Khotan. Allo stesso tempo i khan abbandonavano sempre più il potere secolare ai khoja, finché essi furono effettivamente l'autorità dominante in Kashgaria. I Khoja erano divisi al loro interno in due fazioni: Aq Taghlik e Kara Taghlik. Questa situazione perdurò fino al 1670 circa, quando i khan moghul tentarono apparentemente di riaffermare la loro autorità scacciando il capo degli Aq Taghlik. Gli Aq Taghlik reagirono richiedendo l'aiuto degli zungari (o dzungar, che erano oirati); gli zungari invasero la Kashgaria, imprigionarono il khan e insediarono gli Aq Taghlik a Kashgar. Aiutarono anche gli Aq Taghlik a sopraffare i Kara Taghlik a Yarkand. Poco tempo dopo, il regno moghul di Turfan e Hami fu anch'esso conquistato dagli zungari. Il bacino del Tarim cadde sotto il totale dominio degli zungari finché fu preso dai Qing, imperatori mancesi della Cina a metà del XVIII secolo.